# Place Auguste-Baron
La place Auguste-Baron est une voie située dans le quartier du Pont-de-Flandre du 19e arrondissement de Paris en France.

## Situation, description et accès
Entièrement située sur le territoire de Paris (la limite communale avec Aubervilliers est située plus au nord, au delà de la rue Émile-Reynaud), elle marque la rencontre de l'avenue Jean-Jaurès provenant d'Aubervilliers et Pantin et de la rue Henri-Barbusse provenant d'Aubervilliers, ainsi que du boulevard de la Commanderie, de l'avenue de la Porte-de-la-Villette et de la rue du Chemin-de-Fer à Paris. Cette place est un vaste carrefour giratoire, dont l'accès des véhicules depuis les voies affluentes est régulé par des feux de circulation. Il est diamétralement traversé en surplomb, selon un axe est-ouest, par un double viaduc du boulevard périphérique de Paris (celui-ci à deux fois quatre voies à cet endroit).

## Origine du nom
Elle porte le nom de l'ingénieur français Auguste Baron (1855-1938) qui construisit en 1898 le « graphoscope » (synchronisme des histoires et du son).

## Historique
La voie est créée en 1967 lors du percement du boulevard périphérique de Paris sous le nom provisoire de « voie BA/19 » et prend sa dénomination actuelle par arrêté municipal du 30 août 1978.
En juillet 2021, dans le contexte de la crise du crack à Paris, les riverains redoutent que des toxicomanes soient déplacés à cet endroit, déplacement qui aura lieu en septembre de la même année.

## Bâtiments remarquables et lieux de mémoire
- Le square de la Porte-de-la-Villette est un espace vert bordant le sud-est de la place.
- Située sur le territoire communal d'Aubervilliers, au nord de la rue Émile-Reynaud qui la borde, à la limite avec Paris, la tour La Villette est très visible depuis la partie nord de la place Auguste-Baron, le terrain séparant celle-ci de la rue Émile-Reynaud étant simplement arboré, sans construction.
- Lui-aussi est visible depuis la place (au nord-est) et à proximité immédiate de celle-ci, la halle du marché portugais de la Villette (au 2, rue Magenta) qui est le plus grand marché portugais de la région parisienne[4].